# Compagnie lyonnaise de tramways
La Compagnie lyonnaise de tramways (CLT) est créée à Lyon en 1893 par Messieurs Bailly, Duret (architectes) et Peillon (ingénieur), afin de desservir le secteur de l'Est lyonnais. Elle se substitue à  la Compagnie lyonnaise de tramways et de chemins de fer à voie étroite initialement créée en 1888.
Elle disparait ensuite, remplacée en 1902, par la Nouvelle Compagnie lyonnaise de tramways (NLT). Enfin, elle est absorbée en 1906, par la compagnie des Omnibus et Tramways de Lyon (OTL), l'ancêtre de l'actuelle entité des Transports en commun lyonnais (TCL).

## Les lignes
Toutes les lignes sont construites à l'écartement métrique :
- Cordeliers - Cimetière de la Guillotière : ouverture le 11 août 1889 (reprise par l'OTL comme ligne 23) ;
- Pont Lafayette - Asile de Bron : ouverture le 5 juillet 1889 (reprise par l'OTL comme ligne 24) ;
- Cordeliers - Montchat : ouverture le 29 février 1896 (reprise par l'OTL comme ligne 25) ;
- Cours Charlemagne, (angle rue Casimir Perrier) - Parc de la Tête d'Or : ouverture le 9 septembre 1895 (reprise par l'OTL comme ligne 26) ;
- Cordeliers – Place de la bascule - Croix-Luizet : ouverture le 11 novembre 1899 (reprise par l'OTL comme ligne 27) ;
- Place de la bascule - Cusset (embranchement) : ouverture le 11 novembre 1899[3] (intégrée par l'OTL à la ligne 7 après transformation en voie normale).

Le dépôt central se trouvait chemin des Pins. Il est construit en 1888. C'est l'actuel dépôt des Pins des TCL, avenue Lacassagne, dans le 3e arrondissement de Lyon.

## Matériel roulant
- Locomotives à vapeur sans foyer, système Léon Francq
  - type A : 12 unités ;
  - type B : 21 unités ;
- Voitures à voyageurs
  - voitures fermées à plate forme d'extrémités : 31 unités ;
  - voitures ouvertes de type baladeuses : 19 unités ;
- Tramways électriques
  - N° 101 à 135, motrice à bogies, livrées par la Buire en 1898.